# Lettiske rubler
Den lettiske rubel (lettisk: Latvijas rublis) var en midlertidig valuta i Letland i perioderne 1919–22 og 1992–93. I begge perioder fandtes lettiske rubler kun som pengesedler.
I den første periode udkom der to slags lettiske rubler. Der var rubelsedler trykt af Andrievs Niedras kortlivede regering, og der var rubelsedler trykt af Kārlis Ulmanis' regering. Sidstnævnte regering anerkendte begge slags rubelsedler som gældende valuta. Den 3. august 1922 godkendte det lettiske ministerkabinet en lov om ny valuta, hvilket var begyndelsen på lats som national lettisk valuta.
I den anden periode udgav Letlands Nationalbank lettiske rubler som supplement til sovjetiske rubler, der stadig var gangbare i Letland efter den genvundne uafhængighed i 1991. I begyndelsen af 1992, i kølvandet på Sovjetunionens opløsning, blev det svært at få nye forsyninger af sovjetiske rubler. For at løse problemet indførtes en valutareform den 4. maj 1992, og med virkning fra den 7. maj 1992 blev de nye lettiske rubler (ISO 4217 kode: LVR) sendt i cirkulation til kurs pari i forhold til sovjetiske rubler. De nye lettiske rubler kaldes i folkemunde for repšiki efter Einars Repše, som på det tidspunkt var direktør for Letlands Nationalbank, og hvis underskrift findes på de lettiske rubelsedler fra denne periode. Lats som national valuta blev genintroduceret i 1993.
|  |  | 1 Rublis  | Gul    |
|  |  | 2 Rubļi   | Brun   |
|  |  | 5 Rubļi   | Blå    |
|  |  | 10 Rubļu  | Rød    |
|  |  | 20 Rubļu  | Violet |
|  |  | 50 Rubļu  | Turkis |
|  |  | 200 Rubļu | Grøn   |
|  |  | 500 Rubļu | Orange |